# Остфалія

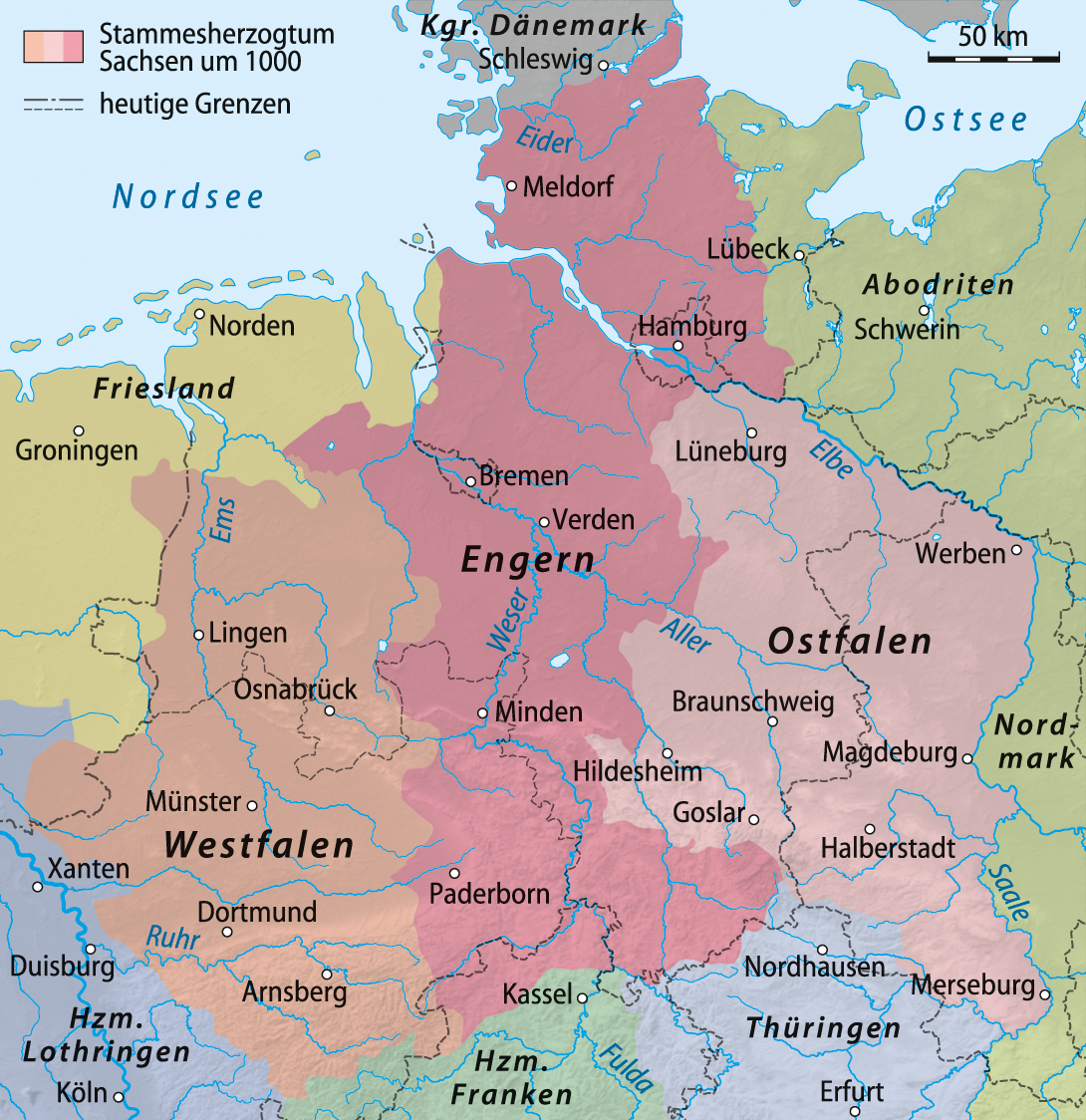
Карта Саксонського герцогства на межі X та XI століть

Остфалія (нім. Ostfalen) — історична область у Німеччині, східна частина давнього Саксонського герцогства (звідси назва Остфалія — «східна рівнина»), потім основа Брауншвейг-Люнебурзького герцогства. Розташована між Ельбою та річками Лайне, Зале та Унштрут. У наші дні Остфалія належать до федеральних земель Нижня Саксонія та Саксонія-Ангальт. На її території зберігся характерний остфальський діалект.

## Історія
Саксонські війни Карла Великого завершилися в 785 році поразкою саксів і хрещенням герцога Відукінда. Почалась примусова християнізація саксів, були засновані єпархії Гільдесгайма і Гальберштадта з кордоном по річці Окер. Саксонські землі були інтегровані у Франкську державу і поділені на області Вестфалію, Остфалію та розташовану між ними землю ангріваріїв (Engern). Корінь -фалія має германське походження і спочатку позначав рівнину, поділену річкою Везером на західну та східну частини.
Після того як у 1180 році на Генріха Лева була накладена імперська опала, Остфалія була розділена на більш дрібні області, такі як Брауншвейг-Люнебурзьке герцогство, яке як феод придбав у 1235 році Оттон I Брауншвейг-Люнебурзький. Інші частини Остфалії у цей період були світськими володіннями єпископів Гальберштадта та Гільдесгайма, а також архієпископа Магдебурзького. До Остфалії належали також Кведлінбург, імперський округ Гослар і графства Бланкенбург і Вернігероде. В результаті дроблень при спадкуванні, спадки ставали все дрібнішими та численнішими. Незабаром розпалося і герцогство Брауншвейг-Люнебург, його найбільшим уламком стало Брауншвейг-Вольфенбюттельське князівство. Згодом остфальська ідентичність, що об'єднувала цей регіон, повністю стерлася.